# Riemen (Rothaargebirge)
Der Riemen nahe Zinse und Heinsberg in den nordrhein-westfälischen Kreisen Siegen-Wittgenstein und Olpe ist ein Berg im Rothaargebirge und mit 678,5 m ü. NHN die höchste Erhebung auf dem Stadtgebiet von Hilchenbach und im Siegerland.

## Geographie

### Lage
Der Riemen liegt im Südteil des Rothaargebirges im Naturpark Sauerland-Rothaargebirge. Sein Gipfel erhebt sich im Kreis Siegen-Wittgenstein mit dem Gemeindegebiet Hilchenbachs rund 70 m südlich der Grenze zum Kreis Olpe mit dem Gemeindegebiet Kirchhundems und liegt zwischen Zinse (zu Erndtebrück) im Südosten, Heinsberg (zu Kirchhundem) im Nordwesten und Oberndorf (zu Hilchenbach) im Südwesten.

### Naturräumliche Zuordnung
Der Riemen gehört in der naturräumlichen Haupteinheitengruppe Süderbergland (Nr. 33), in der Haupteinheit Rothaargebirge (mit Hochsauerland) (333) und in der Untereinheit Westrothaarhöhen (333.4) zum Naturraum Westliche (Rüsper) Rothaar (333.41), wobei sich die Naturräume Brachthäuser Hohe Waldberge (333.40) im Westen und Auer Ederbergland (333.42) im Osten anschließen.

### Berghöhe und Gipfel
Die Höhe des Riemen wird allgemein mit rund 678 m angegeben, was sich auf zwei auf topographischen Karten in der Gipfelregion verzeichnete und 55 m voneinander entfernte Höhenangaben mit jeweils 677,7 m Höhe bezieht. Während die westliche Angabe davon als trigonometrischer Punkt eingetragen ist, entspricht die östliche Angabe dem Berggipfel, wo auf einer Tafel an einem Baum zu lesen ist: Riemen und 678 m. Etwa 110 m südlich beider Werte ist ein weiterer trigonometrischer Punkt auf 675,8 m verzeichnet. Rund 60 m nordwestlich beider Angaben befindet sich auf 677,2 m Höhe ein Waldwegabzweig, und knapp 40 m südlich steht eine Messstation.

### Rhein-Weser-Wasserscheide und Fließgewässer
Über den Riemen verläuft die Rhein-Weser-Wasserscheide. Während sich das Wasser des auf der Nordflanke entspringenden Heinsberger Bachs (Krenkelsbach) mit jenem seines nordwestlich des Berges entspringenden Zuflusses Wohlsiepen durch die Hundem, Lenne und Ruhr in den Rhein ergießt, fließt das Wasser der Zinse durch die Röspe in die Eder und jenes des Elberndorfer Bach direkt in die Eder und dann durch die Fulda zur Weser.

## Schutzgebiete
Östlich des Riemengipfels liegt das Nordende vom Westarm des Naturschutzgebiets Zinser Bachtal (CDDA-Nr. 329735; 1990 ausgewiesen; 92 ha groß) und westlich das Nordende des NSG Elberndorfer Bachtal (CDDA-Nr. 162912; 1996; 110 ha). Dort erstreckt sich auch das zweiteilige Fauna-Flora-Habitat-Gebiet Elberndorfer und Oberes Zinser Bachtal (FFH-Nr. 4915-301; 116 ha). Auf den nordwestlichen Bereichen des Bergs liegt das Landschaftsschutzgebiet Kreis Olpe (LSG-Nr. 345041; 1988; 262,87 km²) und auf den südöstlichen Teilen das LSG Rothaargebirge (CDDA-Nr. 555550027; 299,42 km²).

## Dreiherrnstein und Landwehr
Etwa 440 m nordöstlich des Riemengipfels steht auf seiner bewaldeten Nebenkuppe Dreiherrnstein (673,9 m; ⊙), die direkt auf der Grenze der Kreise Siegen-Wittgenstein und Olpe liegt, ein Dreiherrnstein. An diesem Grenzstein trafen die Grenzen des kurkölnischen Herzogtums Westfalen, der Grafschaft Nassau und der Grafschaft Wittgenstein aufeinander. Er trägt die Inschriften: Dreiherrnstein und 673 m. Am dort vorbeiführenden Rothaarsteig steht eine Schutzhütte mit Tischen und Bänken.
Durchschnittlich rund 750 m nordwestlich des Riemengipfels sind noch Reste einer mittelalterlichen Landwehr, die aus Wall, Graben und Hecke sowie wenigen Durchgängen („Schläge“; von „Schlagbaum“) bestand, und ein weiterer historischer Grenzstein vorhanden.

## Verkehr und Wandern
Die Landesstraße 713, die Heinsberg mit Oberndorf verbindet, führt etwa 1,6 km (Luftlinie) westlich am Riemen vorbei. An ihr liegt zum Beispiel der Wanderparkplatz Oberndorfer Höhe mit dem Kulturdenkmal Oberndorfer Schlag (597,8 m). Von dort sind auf dem Rothaarsteig, der in Nord-Süd-Richtung östlich vorbei an der Gipfelregion führt, rund 2,3 km bis zum Riemen zu wandern. Von diesem Wanderweg zweigt ein Pfad zum im Wald liegenden Gipfel ab.